# Stena Seabridger MkII
Stena Seabridger MkII bezeichnet eine aus zwei Einheiten bestehende Klasse von Ro-Ro-Fähren der Stena Line. Die Schiffe basieren auf der Vorgängerklasse MkI, haben aber ein viertes Ro-Ro-Deck und damit eine größere Kapazität. Der Entwurf der Vorgängerklasse wurde von Steen Friis Design überarbeitet.

## Geschichte
Die 2007 bestellten und 2011 abgelieferten Schiffe wurden von Samsung Heavy Industries in Geoje, Südkorea, für die Stena Line gebaut. Beide Schiffe werden auf der Route Hoek van Holland–Killingholme eingesetzt. Die Passage dauert rund elf Stunden.
Die Schiffe ersetzten die auf der Route eingesetzten Vorgängerbauten, die an die kanadische Reederei Marine Atlantic für den Einsatz zwischen Nova Scotia und Neufundland verchartert wurden. Da die Schiffe für ihren neuen Einsatz umfangreich umgebaut werden mussten, wurden sie Anfang Oktober 2010 aus der Fahrt genommen und vorübergehend durch Charterschiffe ersetzt, die Coraggio und die Finnarrow.
Die Stena Transporter wurde im Oktober und November 2016 vorübergehend auf der Strecke Hoek van Holland–Harwich eingesetzt.

## Beschreibung
Die Schiffe werden von zwei MAN-Dieselmotoren des Typs 9L48/60B mit jeweils 10.800 kW Leistung angetrieben, die von STX in Lizenz gebaut wurden. Die Schiffe erreichen eine Geschwindigkeit von maximal 24 kn. Für die Stromerzeugung stehen zwei Dieselgeneratoren zur Verfügung, die von zwei MAN-STX-Dieselmotoren des Typs 7L21/31 mit jeweils 1.450 kW Leistung angetrieben werden. Die Motoren sind mit SCR-Katalysatoren ausgerüstet. Ende 2015 bzw. Anfang 2016 wurden beide Schiffe der Klasse mit Abgaswäschern nachgerüstet, um bei der Nutzung von Schweröl die in der Nordsee als SECA-Gebiet geltenden, strengeren Abgaswerte einhalten zu können.
Die Schiffe sind mit zwei Bugstrahlrudern mit jeweils 1.900 kW Leistung ausgerüstet.
Die Decksaufbauten befinden sich im vorderen Bereich der Schiffe. Die Schiffe verfügen über vier Ro-Ro-Decks. Hinter dem Deckshaus befindet sich ein offenes Ro-Ro-Deck. Drei weitere Ro-Ro-Decks befinden sich unterhalb des Wetterdecks. Das direkt unter dem Wetterdeck liegende Ro-Ro-Deck ist zum Heck hin offen. Insgesamt stehen 4.056 Spurmeter zur Verfügung, auf denen 260 Lkw oder Trailer befördert werden können. Für Lkw oder Trailer mit temperaturgeführten Gütern stehen 120 Stromanschlüsse zur Verfügung. Die Ro-Ro-Decks sind über eine Heckrampe zugänglich und durch Rampen miteinander verbunden. Die maximal verfügbare Höhe für rollende Ladung beträgt 4,9 Meter.
Die Schiffe werden mit einer Kapazität von 300 Passagieren vermarktet. Für die Passagiere stehen 130 Kabinen und für die Besatzung 34 Kabinen zur Verfügung.

## Schiffe
| Stena Seabridger MkII | Stena Seabridger MkII | Stena Seabridger MkII | Stena Seabridger MkII                        |
| Bauname               | Baunummer             | IMO-Nummer            | Kiellegung Stapellauf Ablieferung            |
| --------------------- | --------------------- | --------------------- | -------------------------------------------- |
| Stena Transporter     | 1807                  | 9469376               | 22. März 2010 19. Juni 2010 18. Januar 2011  |
| Stena Transit         | 1808                  | 9469388               | 21. Juni 2010 Januar 2011 19. September 2011 |

Die Schiffe werden unter der Flagge der Niederlande betrieben. Heimathafen ist Hoek van Holland.